# Frédérique Tirmont
Pour les articles homonymes, voir Tirmont.
Frédérique Tirmont est une actrice française née le 12 août 1950.

## Biographie

### Jeunesse et formation
Frédérique Tirmont est la fille du chanteur et comédien Dominique Tirmont (1923-2002) et de la chanteuse Janine Menant (1926-1978).
Elle a été formée à l'École de la rue Blanche par Michel Favory et Teddy Bilis.
Elle a suivi les cours du Conservatoire national supérieur d'art dramatique (promo 1974).

### Doublage
Active dans le doublage, elle est notamment la voix française d'Emma Thompson, Meryl Streep, Lisa Edelstein et Mary Elizabeth Mastrantonio ainsi qu'une des voix récurrentes de Susan Sarandon, Glenn Close, Sigourney Weaver, Julie Andrews et Julia Roberts.

## Théâtre
- 1971 : Un songe pour une nuit d'été de et mise en scène Michel de Ré, Festival de Vaison-la-Romaine
- 1971 : Les Femmes savantes de Molière, mise en scène Jean Meyer, théâtre des Célestins
- 1971-1972 : Les Femmes savantes, mise en scène Simon Eine, compagnie Renaud-Barrault
- 1972 : Le Soulier de satin de Paul Claudel
- 1973-1974 : Le Bourgeois gentilhomme de Molière, mise en scène Jean Le Poulain, théâtre Mogador puis théâtre Montansier
- 1974 : Le Siècle des Lumières de Claude Brulé, mise en scène Jean-Laurent Cochet, théâtre du Palais-Royal
- 1974 : La Chevauchée sur le lac de Constance de Peter Handke, mise en scène Claude Régy, Espace Pierre Cardin
- 1975 : Pourquoi tu chanterais pas ? (comédie musicale)
- 1976 : Revue rétro Parade (comédie musicale)
- 1976 : Les Enfants gâtés d'après Félicité de Genlis, mise en scène Caroline Huppert, théâtre Essaïon
- 1976 : Les Chants de Maldoror mise en scène Philippe Léotard
- 1976 : Volpone de Jules Romains et Stefan Zweig, d'après Benjamin Jonson, mise en scène Jean Meyer, Théâtre antique de Lyon
- 1977 : Pauvre Assassin de Pavel Kohout, mise en scène Michel Fagadau, théâtre de la Michodière
- 1978 : Croisières d’amour (comédie musicale)
- 1978-1979 : Alors, heureuse ?, mise en scène Jean-Luc Moreau
- 1979 : La Fugue de Francis Lacombrade et Bernard Broca, musique Alexis Weissenberg, mise en scène Jean-Claude Brialy, théâtre de la Porte-Saint-Martin
- 1979-1980 : Je veux voir Mioussov de Valentin Kataïev, adaptation Marc-Gilbert Sauvajon, mise en scène Jacques Fabbri, théâtre du Palais-Royal puis théâtre des Variétés
- 1980-1982 : Le Mariage de Figaro, mise en scène M. Maréchal
- 1981 : La guerre de Troie n'aura pas lieu de Jean Giraudoux, mise en scène Jean Meyer, théâtre des Célestins
- 1981 : Les Sorcières de Salem d'Arthur Miller, mise en scène Jean Meyer, théâtre des Célestins
- 1982 : La Dernière Nuit de l'été d'Alexeï Arbouzov, mise en scène Yves Bureau, théâtre Édouard-VII
- 1982 : Le Marchand de Venise de William Shakespeare, mise en scène Jean Meyer, théâtre des Célestins
- 1982 : Le Mariage de Figaro de Beaumarchais, mise en scène Jean Meyer, théâtre des Célestins
- 1983-1984 : Le Dindon de Georges Feydeau, mise en scène Jean Meyer, théâtre des Célestins puis théâtre du Palais-Royal
- 1984 : Tartuffe de Molière, mise en scène Jean Meyer, théâtre des Célestins
- 1984 : Coriolan de William Shakespeare, mise en scène Jean Meyer, théâtre des Célestins
- 1986 : Tailleur pour dames de Georges Feydeau, mise en scène Bernard Murat
- 1986 : Le Café de Carlo Goldoni, mise en scène Raymond Acquaviva
- 1987 : Le Chariot d’Elseneur, mise en scène Jean-Pierre Bouvier (comédie musicale)
- 1987 : Le roi s'amuse de Victor Hugo, mise en scène Sam Karmann
- 1990 : Chambre 108 de Gérald Aubert, mise en scène Georges Werler, théâtre de Poche-Montparnasse
- 1991 : Huis clos de Jean-Paul Sartre, mise en scène Daniel Colas
- 1993-1994 : Les Poissons rouges, mise en scène Jean-François Prévand
- 1993 : Les Rustres de Goldoni, mise en scène Jérôme Savary
- 1995 : Indépendance mise en scène Béatrice Agenin
- 1995 : Quartet de Heiner Müller, mise en scène Jean-Christian Grinevald
- 1996 : Mort d'un commis voyageur d'Arthur Miller, mise en scène Régis Santon
- 1998 : Le Bel Air de Londres de Dion Boucicault, mise en scène Adrian Brine, théâtre de la Porte-Saint-Martin
- 2002 : Les Monologues du vagin de Eve Ensler, mise en scène Isabelle Rattier
- 2002-2003 : Le Jardin des apparences de Véronique Olmi, mise en scène Gildas Bourdet
- 2006 : Dolores Claiborne de David Joss Buckley, mise en scène Marie Pascale Osterrieth, théâtre des Bouffes-Parisiens
- 2007 : La Veuve et le Grillon de Daniel Soulier, Lucernaire
- 2008 : Madeleine B. ou la Lune rousse de Joëlle Gardes, mise en scène Patrice Kerbrat
- 2009 : La Nuit de l'audience de Jean des Cars et Jean-Claude Idée, mise en scène Patrice Kerbrat, Petit Montparnasse
- 2010 : L'Atelier d'écriture de David Lodge, mise en scène Armand Eloi
- 2012-2013 : Le Scoop de Marc Fayet, mise en scène de l'auteur, théâtre Tristan-Bernard
- 2015-2016 : Des gens biens de David Lindsay Abaire, adaptation Gérald Aubert, mise en scène Anne Bourgeois, tournée
- 2021 : Chers parents d'Emmanuel Patron et Armelle Patron, théâtre de Paris
- 2025 : Les Chaises d'Eugène Ionesco, mise en scène Thierry Harcourt, festival off d'Avignon, théâtre Essaion

## Filmographie

### Cinéma
- 1978 : Violette Nozière
- 1981 : Clara et les Chics Types : Édith
- 1982 : Le Permis télé (court métrage)
- 1993 : Pétain de Jean Marbœuf : Hélène de Portes
- 1999 : Drame ordinaire (court métrage)
- 2000 : Taxi 2 : Mme Bertineau
- 2000 : Sade : Madame d'Amblet
- 2007 : Taxi 4 : Mme Bertineau
- 2009 : Envoyés très spéciaux : la ministre des Affaires étrangères
- 2011 : Requiem pour une tueuse : le colonel
- 2014 : Jamais le premier soir : la mère de Julie
- 2015 : Premiers Crus : Edith Maubuisson
- 2018 : Un homme pressé : Aurore
- 2019 : Tanguy, le retour : Carole
- 2020 : Hommes au bord de la crise de nerfs d'Audrey Dana : la mère d'Antoine

### Télévision
- 1976 : Désiré : Madeleine
- 1980 : Mont-Oriol : Une artiste
- 1980 : Les Incorrigibles
- 1980 : La Mort en sautoir : Sophie Saint-Léger
- 1980 : Au théâtre ce soir : Une rose au petit déjeuner de Pierre Barillet et Jean-Pierre Grédy, mise en scène René Clermont, réalisation Pierre Sabbagh, théâtre Marigny : Danielle Bouvier
- 1980 : Je veux voir Mioussov : Klava Igniatiouk
- 1981 : Société amoureuse à responsabilité limitée : Nathalie
- 1984 : Julien Fontanes, magistrat : Monique Cremoni
- 1984 :  La Vie des autres : Annie
- 1986 : Le Dindon : Maggy Soldignac
- 1987 : Tailleur pour dames : Mme Aubin
- 1988 : Les Cinq Dernières Minutes d'Alain Franck : Didine (2e série, épisode 57 : Eh bien, chantez maintenant)
- 1989-1990 : Si Guitry m'était conté
- 1992 : Pour trois jours de bonheur
- 1993 : Commissaire Moulin : Sylvia
- 1993 :  C'est mon histoire : Fin de droit : Isabelle
- 1993 :  Le Secret d'Elissa Rhaïs : La comtesse de Sacy
- 1995 : Anne Le Guen : La femme du maire
- 1996 : L'Allée du Roi : Madame de Richelieu (mini-série)
- 1996 :  Une femme contre l'ordre : Christine
- 1996 :  Le Rêve d'Esther : Mère supérieure
- 1996 :  La Peau du chat : Josette
- 1997 : La Sauvageonne : Madame de Rosière
- 1997 :  La Vocation d'Adrienne : Mado
- 2000 : Un homme en colère : Marie Farge
- 2000 : Un et un font six : La journaliste
- 2000 : L'Amour sur un fil : Corinne
- 2000 : Un flic nommé Lecoeur : Hermine Charensseau
- 2001 : Nestor Burma : Catherine Levasseur
- 2001 : Avocats et Associés : Le juge Garell
- 2001 : Le Regard de l'autre : Virginie
- 2002 : Joséphine, ange gardien : Martha (saison 6, épisode 3 : La plus haute marche)
- 2002 : Vérité oblige : Louise Delaunay
- 2003 : Les Grands Frères : Claire Laville
- 2003 : Virus au paradis : Florence
- 2005 : Prune Becker : Tina
- 2005 : Disparitions : Mireille
- 2005 : L'Ordre du temple solaire : Édith Vuarnet
- 2006 : Premier suspect : Madeleine Archambault
- 2006 : Intime conviction : Yolande Lavigne (épisode 3 Affaire Francis Perrin)
- 2007 : Paris, enquêtes criminelles : Diane de Gersant
- 2008 : La Vie à une : Madame Kersek
- 2008 : Chez Maupassant : Mme Rose
- 2009 : Le Cœur du sujet : La colonelle
- 2010 : Les Petits Meurtres d'Agatha Christie : Élisabeth Laroche-Viseul (saison 1, épisode 6 : Je ne suis pas coupable)
- 2010 : Les Toqués : Mado
- 2011-2012 : Week-end chez les toquées : Mado
- 2012 : Jeu de dames : Irène
- 2014 : Ma pire angoisse : la mère de Noémie
- 2015 : Meurtres à Étretat : Sœur Marie-Agnès
- 2015 : Une chance de trop : Edith Delaunay
- 2015 : Alex Hugo : Lucie, l'institutrice (saison 2, épisode 2 : La Dame Blanche)
- 2016 : Origines : Irène Dubosc
- 2016 : Falco : Blanche Perrot
- 2016 : Les Petits Meurtres d'Agatha Christie : Émilie Beauregard (saison 2, épisode 15 : La mystérieuse affaire de Styles)
- 2017 : The Affair : Celia Desroches
- 2017 : Nina : Françoise Bonnard
- 2017 : La Stagiaire : Marie Gireaux (saison 3, épisode 5 : Coupables)
- 2018 : Dix pour cent : Laurence Paugam, la productrice (saison 3, épisode 6 : ASK)
- 2018 : Un homme parfait : Elise
- 2019 : Une vie après : Nicole
- 2020 : Alice Nevers, le juge est une femme : la maman de Didier Dubreuil
- 2020 : Dix pour cent : Laurence Paugam, la productrice (saison 4, épisode 4 : Sandrine)
- 2021 : Mongeville : Charlotte (épisode Les Ficelles du métier)
- 2021 : Mise à nu de Didier Bivel : la présidente du tribunal
- 2021 : Une mère parfaite de Fred Garson : Elisabeth
- 2021 : Sophie Cross de Frank Van Mechelen : Edith Mueller (saison 1, épisode 3 : Affaire classée)
- 2023 : Enquête Parallèle de Stéphanie Pillonca-Kervern : Pauline Doré

## Doublage
Les dates inscrites en italique correspondent aux sorties initiales des films auxquels Frédérique Tirmont a participé aux redoublages.

### Cinéma

#### Films
- Emma Thompson dans (42 films) :
  - Dead Again (1991) : Grace/Margaret Strauss
  - Retour à Howards End (1992) : Margaret Schlegel
  - Peter’s Friends (1992) : Maggie Chester
  - Beaucoup de bruit pour rien (1993) : Beatrice
  - Au nom du père (1993) : Gareth Pierce
  - Junior (1994) : Dr Diana Reddin
  - Carrington (1995) : Dora Carrington
  - Raison et Sentiments (1995) : Elinor Dashwood
  - Judas Kiss (1998) : agent Sadie Hawkins
  - Primary Colors (1998) : Susan Stanton
  - Love Actually (2003) : Karen
  - Disparitions (2004) : Cecilia
  - Harry Potter et le Prisonnier d'Azkaban (2004) : Sibylle Trelawney
  - Nanny McPhee  (2005) : Nanny McPhee
  - Harry Potter et l'Ordre du phénix (2007) : Sibylle Trelawney
  - L'Incroyable Destin de Harold Crick (2007) : Kay Eiffel
  - Je suis une légende (2007) : Dr Alice Krippin
  - Last Chance for Love (2009) : Kate Walker
  - Good Morning England (2009) : Charlotte
  - Une éducation (2009) : miss Walters
  - Nanny McPhee et le Big Bang (2010) : Nanny McPhee
  - Harry Potter et les Reliques de la Mort, partie 2 (2011) : Sibylle Trelawney
  - Men in Black 3 (2012) : Olivia / agent O
  - Sublimes Créatures  (2013) : Sarafine
  - Dans l'ombre de Mary (2013) : Pamela L. Travers
  - Duo d'escrocs (2014) : Kate
  - Men, Women and Children (2014) : la narratrice
  - À vif ! (2015) : la psychologue
  - Randonneurs amateurs (2015) : Catherine Bryson
  - Bridget Jones Baby (2016) : Dr Rawling
  - The Meyerowitz Stories (2017) : Maureen
  - My Lady (2017) : Fiona Maye
  - Johnny English contre-attaque (2018) : Fiona, la Première ministre britannique
  - Men in Black International (2019) : l'agent O
  - Late Night (2019) : Katherine Newbury
  - Last Christmas (2019) : Petra
  - Le Voyage du Docteur Dolittle (2020) : Polynesia le perroquet (voix)
  - Cruella (2021) : la baronne Von Hellman
  - Mes rendez-vous avec Leo (2022) : Nancy Stokes
  - Et l'amour dans tout ça ? (2022) : Cath Stevenson
  - Matilda (2022) : Mlle Agatha Legourdin (dialogues)
  - Bridget Jones : Folle de lui (2025) : Dr Rawlings

- Meryl Streep dans (29 films) :
  - La mort vous va si bien (1992) : Madeline Ashton
  - Sur la route de Madison (1995) : Francesca Johnson
  - Les Moissons d'Irlande (1998) : Kate « Kit » Mundy
  - Adaptation (2002) : Susan Orlean
  - Deux en un (2003) : elle-même
  - Un crime dans la tête (2004) : Eleanor Shaw
  - Le Diable s'habille en Prada (2006) : Miranda  Priestly
  - The Last Show (2006) :  Yolanda Johnson
  - Lions et Agneaux (2007) : Janine Roth
  - Le Temps d'un été (2007) : Lila Wittenborn Ross
  - Détention secrète (2007) : Corinne Whitman
  - Mamma Mia! (2008) : Donna Sheridan
  - Doute (2008) : la Sœur Aloysius
  - Julie et Julia (2009) Julia Child
  - Pas si simple (2009) : Jane Adler
  - La Dame de fer (2011) : Margaret Thatcher
  - Tous les espoirs sont permis (2012) : Maeve Soames
  - Un été à Osage County (2013) : Violet Weston
  - The Homesman (2014) : Altha Carter
  - The Giver (2014) : le chef Elder
  - Ricki and the Flash (2015) : Ricki Rendazzo
  - Les Suffragettes (2015) : Emmeline Pankhurst
  - Florence Foster Jenkins (2016) : Florence Foster Jenkins
  - Pentagon Papers (2018) : Katharine Graham
  - The Laundromat : L'Affaire des Panama Papers (2019) : Ellen Martin
  - Les Filles du docteur March (2019) : Tante March
  - The Prom (2020) : Dee Dee Allen
  - La Grande Traversée (2020) : Alice Hughes
  - Don't Look Up : Déni cosmique (2021) : la présidente Janie Orlean

- Sigourney Weaver dans (10 films) :
  - SOS Fantômes (1984) : Dana Barrett
  - SOS Fantômes 2 (1989) :   Dana Barrett
  - Président d'un jour (1993) : Ellen Mitchell
  - Copycat (1996) : Helen Hudson
  - Scandaleusement Célèbre (2006) : Babe Paley
  - Soyez sympas, rembobinez (2008) : Mme Lawson
  - SOS Fantômes (2016) : Rebecca Gorin
  - SOS Fantômes : L'Héritage (2021) : Dana Barrett
  - Call Jane (2022) : Virginia
  - Master Gardener (2022) : Norma Haverhill

- Mia Farrow dans (6 films) :
  - Ombres et Brouillard (1991) : Irmy
  - Maris et Femmes (1992) : Judy Roth
  - Miami Rhapsodie (1995) : Nina Marcus
  - Arthur et les Minimoys (2006) : Daisy, la grand-mère d'Arthur
  - Arthur et la Vengeance de Maltazard (2009) : Daisy, la grand-mère d'Arthur
  - Arthur 3 : La Guerre des deux mondes (2010) : Daisy, la grand-mère d'Arthur

- Glenn Close dans (6 films) :
  - La Maison aux esprits (1994) : Férula Trueba
  - La Maison biscornue (2017) : Lady Edith de Haviland
  - Father Figures (2017) : Helen
  - Four Good Days (2020) : Deb
  - Swan Song (2021) : Dr Jo Scott
  - Brothers (2024) : Cathy Munger

- Susan Sarandon dans (5 films) :
  - Les Sorcières d'Eastwick (1987) : Jane
  - Duo à trois (1988) : Annie Savoy
  - Comme chiens et chats (2001) : Ivy
  - Il était une fois (2007) : la reine Narissa / narratrice
  - Un grand mariage (2013) : Bebe McBride

- Blythe Danner dans (5 films) :
  - Mon beau-père et moi  (2000) : Dina Byrnes
  - Mon beau-père, mes parents et moi (2004) : Dina Byrnes
  - Mon beau-père et nous (2010) : Dina Byrnes
  - (S)ex List (2011) : Ava Darling
  - I'll see you in my dreams (2014) : Carol Petersen

- Joanna Lumley dans (4 films) :
  - L'Héritier de la panthère rose (1983) : Comtesse Chandra
  - Les Noces funèbres (2005) : Maudeline Everglot
  - Broadway Therapy (2014) : Vivian Claremont
  - Absolutely Anything (2015) : Fenella

- Mary Steenburgen dans (4 films) :
  - Retour vers le futur 3 (1990) : Clara Clayton
  - Powder (1995) : Jessie Caldwell
  - Tout... sauf en famille (2008) : Marilyn
  - La Proposition (2009) : Grace Paxton

- Jane Fonda dans :
  - Stanley et Iris (1990) : Iris King
  - Sa mère ou moi ! (2005) : Viola Fields
  - Père et Fille (2015) : Teddy Stanton

- Julia Roberts dans :
  - L'Expérience interdite (1991) : Rachel Mannus
  - Les Nuits avec mon ennemi (1991) : Laura Burney / Sara Waters
  - Le Choix d'aimer (1991) : Hilary O'Neil

- Kim Basinger dans :
  - L'Affaire Karen McCoy (1993) : Karen McCoy
  - Influences (2002) : Victoria Gray
  - Cellular (2004) : Jessica

- Lindsay Crouse dans :
  - La Jurée (1996) : Tallow
  - Impostor (2002) : Chancellor

- Martina Gedeck dans :
  - La Vie des autres (2006) : Christa-Maria Sieland
  - Clara (2008) : Clara Schumann

- Mary Elizabeth Mastrantonio dans :
  - Limbo (1999) : Donna De Angelo
  - En pleine tempête (2000) : Linda Greenlaw

- Raquel Welch dans :
  - La Revanche d'une blonde (2001) : Mme Windham Vandermark
  - How to Be a Latin Lover (2017) : Celeste Birch

- Helen Mirren dans :
  - La Femme au tableau (2015) : Maria Altmann
  - Eye in the Sky (2016) : le colonel Katherine Powell

- Katharine Ross dans :
  - Meurtres en direct (1982) : Sally Blake
  - Donnie Darko (2001) : Dr Lilian Thurman

- Barbara Hershey dans :
  - Le Grand Défi (1986) : Myra Fleener
  - Grandeur et Descendance (1993) : la duchesse Lucinda

- Jamie Lee Curtis dans :
  - Nicky et Gino (1988) : Jennifer Reston
  - Mother's Boys (1994) : Judith « Jude » Madigan

- Anne Archer dans :
  - Jeux de guerre (1992) : Cathy Muller Ryan
  - Danger immédiat (1994) : Cathy Muller Ryan

- Diane Venora dans :
  - Révélations (1999) : Liane Wigand
  - First Love (2022) : tante Irene

- Karen Allen dans :
  - Indiana Jones et le Royaume du crâne de cristal (2008) : Marion Ravenwood
  - Indiana Jones et le Cadran de la destinée (2023) : Marion Ravenwood

- Debra Winger dans :
  - Rachel se marie (2008) : Abby
  - Folles Funérailles (2004) : Alice Collins

- Fiona Shaw dans :
  - Enola Holmes (2020) : Miss Harrison
  - Blue et Compagnie (2024) : Grand-mère

- 1971[3] : Tueur malgré lui : Patience Barton (Suzanne Pleshette)
- 1978[4] : La Grande Menace : Dr Zonfeld (Lee Remick)
- 1979 : Star Trek, le film[5] : le commandant Nyota Uhura (Nichelle Nichols)
- 1979 : Le Mariage de Maria Braun : Maria Braun (Hanna Schygulla)[6]
- 1980 : Le Commando de sa Majesté : Agnes Cromwell (Barbara Kellerman)
- 1980 : Les Séducteurs : Donna Anderson (Priscilla Barnes)
- 1980 : Cabo Blanco : Marie-Claire Allessandri (Dominique Sanda)
- 1982 : Les cadavres ne portent pas de costard : Ava Gardner (images d'archives)
- 1982 : Ténèbres : Anne (Daria Nicolodi)
- 1983 : L'Homme aux deux cerveaux : Dolores Benedict (Kathleen Turner)
- 1983 : La Nuit des juges : Emily Hardin (Sharon Gless)
- 1984 : Runaway : L'Évadé du futur : Karen Thompson (Cynthia Rhodes)
- 1984 : Au cœur de l'enfer : Deborah Solomon (Cheryl Ladd)
- 1985 : Witness : Rachel Lapp (Kelly McGillis)
- 1985[7] : Vampire Forever : la comtesse (Lauren Hutton)
- 1986 : Les Goonies : Harriet Walsh (Mary Ellen Trainor)
- 1986 : Highlander : Brenda J. Wyatt (Roxanne Hart)
- 1987 : La Folle Histoire de l'espace : la comanderette Zircon (Leslie Bevis)
- 1987 : Superman 4 : Lois Lane (Margot Kidder)
- 1987 : Gens de Dublin : Gretta Conroy (Anjelica Huston)
- 1987 : Un ticket pour deux : Susan Page (Laila Robins)
- 1987 : La Pie voleuse : Dr Cynthia Sheldrake (Lesley Ann Warren)
- 1987 : Mannequin : Roxie (Carole Davis (en))
- 1987 : La Veuve noire : Catharine Petersen (Theresa Russell)
- 1988 : Masquerade : Brooke Morrison (Kim Cattrall)
- 1989 : Valmont : Mme de Tourvel (Meg Tilly)
- 1989 : Allô maman, ici bébé ! : Rona (Twink Caplan)
- 1990 : L'Amour dans de beaux draps : Iris Turner (Carrie Fisher)
- 1990 : Fenêtre sur Pacifique : Stephanie MacDonald (Laurie Metcalf)
- 1990 : Présumé Innocent : Barbara Sabich (Bonnie Bedelia)
- 1990 : Chucky, la poupée de sang : Joanne Simpson (Jenny Agutter)
- 1991 : Pensées mortelles : Joyce Urbanski (Glenne Headly)
- 1992 : J.F. partagerait appartement : Allison Jones (Bridget Fonda)
- 1993 : Last Action Hero : Irene Madigan (Mercedes Ruehl)
- 1993 : État second : Laura Klein (Isabella Rossellini)
- 1994 : My Girl 2 : Rose Zsigmond (Christine Ebersole)
- 1995 : Apollo 13 : Marilyn Lovell (Kathleen Quinlan)
- 1995 : Casper : Carrigan Crittenden (Cathy Moriarty)
- 1995 : Smoke : Ruby McNutt (Stockard Channing)
- 1996 : La Chasse aux sorcières : Elizabeth Proctor (Joan Allen)
- 1996 : Fantômes contre fantômes : Patricia Ann Bradley (Dee Wallace-Stone)
- 1997 : Flubber : Sara Jean Reynolds (Marcia Gay Harden)
- 1997 : Souviens-toi... l'été dernier : Mme James (Deborah Hobart)
- 1998 : Soldier : Hawkins (Brenda Wehle)
- 1998 : Celebrity : Nina (Bebe Neuwirth)
- 1999 : Just married (ou presque) : Ellie Graham (Rita Wilson)
- 2001 : Blow : Ermine Jung (Rachel Griffiths)
- 2001 : L'Expérience : Dr Jutta Grimm (Andrea Sawatzki)
- 2002 : Fashion victime : Kate Hennings (Candice Bergen)
- 2002 : Simone : Elaine Christian (Catherine Keener)
- 2003 : Espion et demi : Edna (Lynda Boyd)
- 2004 : Une journée à New York : la sénatrice Anna Lipton (Andrea Martin)
- 2005 : L'Affaire Josey Aimes : Leslie Conlin (Linda Emond)
- 2005 : De l'ombre à la lumière : Mme Lucille Gould (Linda Kash)
- 2005 : Stay : Dr Beth Levy (Janeane Garofalo)
- 2005 : Trouble Jeu : Laura (Melissa Leo)
- 2007 : Pathfinder : la mère indienne (Michelle Thrush)
- 2009 : Confessions d'une accro du shopping : Miss Korch (Wendie Malick)
- 2010 : Le Silence des ombres : Cara Harding (Julianne Moore)
- 2012 : Les Copains chasseurs de trésor : Ubasti (Elaine Hendrix) (voix)
- 2013 : Effets secondaires : la patronne d'Emily (Polly Draper)
- 2016 : Mascots : Gabby Monkhouse (Jane Lynch)
- 2017 : Okja : Nancy Mirando (Tilda Swinton)
- 2019 : Cold Blood Legacy : La Mémoire du sang : Madame Kessler [Qui ?]
- 2020 : Le Seul et unique Ivan : Henrietta (Chaka Khan) (voix)
- 2021 : Dune : Première partie : sœur ancêtres Bene Gesserit / La Voix (Souad Faress)
- 2022 : The Man from Toronto : Handler (Ellen Barkin)
- 2023 : Paradise : Elena âgée (Corinna Kirchhoff)

#### Films d'animation
- 1994 : Poucelina : Mlle Farfouine
- 1996 : James et la Pêche géante : Mme l'Araignée
- 1998 : 1 001 Pattes : Rosie
- 1998 : Le Prince d'Égypte : la reine
- 1999 : Tarzan : Kala (Glenn Close)
- 1999 : La Ferme des animaux : Jessie
- 2000 : Joseph : Le Roi des rêves : Rachel
- 2000 : Le Petit Dinosaure : La Pierre de feu : Grand-mère
- 2001 : La Trompette magique : la mère
- 2001 : Le Petit Dinosaure : La Pluie d'étoiles glacées : Grand-mère
- 2001 : Kuzco, l'empereur mégalo : Chicha
- 2002 : Mo, l'ami du grand large : Grand-mère
- 2005 : Tarzan 2 : Kala (Glenn Close)
- 2005 : Les Noces funèbres : Maudeline Everglot
- 2005 : L'Invasion des Minisaurus : Grand-mère
- 2005 : Kuzco 2: King Kronk : Chicha
- 2012 : Jean de la Lune : Conquistadora
- 2017 : Baby Boss : la chef à la télévision
- 2020 : En avant : Grecklin, la prêteur sur gage
- 2020 : Nous sommes là: Notes concernant la vie sur la planète Terre : la narratrice
- 2022 : Le Petit Nicolas : Qu'est-ce qu'on attend pour être heureux ? : Mémé

### Télévision

#### Téléfilms
- Meredith Baxter dans :
  - Le Crime de l'Orient-Express (2001) : Mrs Caroline Hubbard
  - Injustice (2001) : Terry Stone
  - Le Visiteur de Noël (2002) : Carol Boyajian
- Kathleen Quinlan dans : 
  - Un bébé tombé du ciel (2003) : Meredith Blessing
  - Le Parfait Amour (2004) : Tess Kelley
  - Les Fantômes de l'amour (2004) : Beth Hytner
- Miranda Richardson dans :
  - Merlin (1998) : Mab / La Dame du lac
  - Alice au pays des merveilles (1999) : la Reine de cœur
- Martina Gedeck dans : 
  - Une femme sans attache (2003) : Paula
  - Cœur léger, cœur lourd (2013) : Valerie / Bettina
- Wendie Malick dans : 
  - Ma famille en cadeau (2008) : Suzie Fine
  - Enquêtrice malgré elle (2013) : Audrey
- Leslie Hendrix dans :
  - Grace Tanner, seule face à son mari (2020) : Heather Bridges
  - Je sais ce que tu m'as fait (2020) : la shérif Watkins
- Mia Farrow dans : 
  - 1998 : Miracle à Minuit : Doris Koster
  - 2001 : Affaires de femmes : Betty McCarthy

- 1980 : Les Diamants de l'oubli : Eva Ryker / Claire Ryker (Natalie Wood)
- 1989 : Le Tour du monde en quatre-vingts jours : princesse Aouda (Julia Nickson-Soul)
- 1995 : Secret mortel : Laurel O'Connor (Mel Harris)
- 1999 : Escape from Mars : Gail McConnell, contrôleur (Julie Khaner)
- 2000 : American 70's : ces années-là : Connie Wells (Kathryn Harrold)
- 2001 : La Ballade de Lucy Whipple : Arvella Whipple (Glenn Close)
- 2001 : Tu m'appartiens : Dr Susan Chancellor (Lesley-Anne Down)
- 2002 : Meurtre à Greenwich : Hildy Southerlyn (Joanna Morrison)
- 2002 : Légitime défense : Caroline Manchester (Rebecca Hobbs)
- 2002 : Superfire, l'enfer des flammes : Samantha 'Sammy' Kerns (Diane Farr)
- 2003 : Vivre malgré tout : Carrie Kilmer (Lynda Boyd)
- 2003 : Regards coupables : Tasha (Jayne Heitmeyer)
- 2004 : Une famille pour la vie : Juge Harriet Caldwell (Elizabeth Hawthorne)
- 2004 : Marions-les : Cookie (Mimi Kuzyk)
- 2004 : Mon enfant à tout prix : Nathalie Johnson (Dana Delany)
- 2005 : À l'ombre de mes yeux : Joanna Bartlett (Theresa Russell)
- 2008 : Une drôle de livraison : Maxine Carter (Lisa Edelstein)
- 2020 : Le fabuleux destin de Noël : Olga (Kathie Lee Gifford)

#### Séries télévisées
- Lisa Edelstein dans (8 séries) :
  - Dr House (2004-2011) : Dr Lisa Cuddy (153 épisodes)
  - The Good Wife (2011) : Celeste Serrano (saison 3, épisodes 3 à 5)
  - Elementary (2012) : Heather Vanowen (saison 1, épisode 8)
  - Scandal (2013) : Sarah Stanner (saison 2, épisode 16)
  - Castle (2013) : l'agent spécial Rachel McCord (saison 6)
  - Girlfriends' Guide to Divorce (2014-2018) : Abby McCarthy (45 épisodes)
  - Good Doctor (2018-2019) : Dr Marina Blaize (saison 2)
  - 9-1-1: Lone Star (depuis 2021) : Gwyneth « Gwen » Morgan

- Mary Elizabeth Mastrantonio dans (7 séries) :
  - FBI : Portés disparus (2005-2006) : Anne Cassidy (10 épisodes)
  - New York, section criminelle (2010) : le capitaine Zoe Callas (saison 9)
  - Grimm (2012-2014) : Kelly Burkhardt (5 épisodes)
  - Blue Bloods (2013) : Sophia Lanza (saison 3, épisode 13)
  - Hostages (2013-2014) : la Première dame Mary Kincaid (saison 1)
  - Limitless (2015-2016) : l'agent spécial Nasreen « Naz » Pouran (22 épisodes)
  - The Punisher (2017-2019) : Marion James (4 épisodes)

- Faye Grant dans :
  - V (1983) : Dr Julie Parish (mini-série)
  - V, la Bataille finale : (1984) : Dr Julie Parish (mini-série)
  - V (1984-1985) : Dr Julie Parish
  - Sarah (1999) : Joan

- Kathleen Quinlan dans :
  - Associées pour la loi (1999-2002) : Lynn Holt (68 épisodes)
  - Les Experts (2007) : Barbara Tallman (saison 7, épisode 16)
  - Prison Break (2008-2009) : Christina Rose Scofield (saison 4)

- Emma Thompson dans :
  - Angels in America (2003) : l'infirmière Emily / la femme SDF / l'Ange des Amériques (mini-série)
  - Years and Years (2019) : Vivienne Rook (mini-série)
  - Pourquoi pas Evans ? (it) (2022) : Lady Marcham

- Rebecca Creskoff dans :
  - Hung (2009-2011) : Lenore Bernard (28 épisodes)
  - Justified (2011) : Carol Johnson (saison 2, épisodes 7 à 9)
  - Bates Motel (2014) : Christine Heldens (saison 2)

- Julie Andrews dans :
  - En coulisse avec Julie (2017) : Miss Julie (10 épisodes)
  - La Chronique des Bridgerton (depuis 2020) : Lady Whistledown / la narratrice (voix)
  - La Reine Charlotte : Un chapitre Bridgerton (2023) : Lady Whistledown / la narratrice (mini-série, voix)

- Meryl Streep dans :
  - Big Little Lies (2019) : Mary Louise Wright (saison 2)
  - Extrapolations (2023) : Eve (saison 1, épisode 2)
  - Only Murders in the Building (2023) : Loretta Durkin (saison 3)

- Nancy Lee Grahn (en) dans :
  - Melrose Place (1997) : Denise Fielding (saison 5)
  - Sept à la maison (1997-1999) : le principal Russell (6 épisodes)

- Annabella Sciorra dans :
  - New York, section criminelle (2005-2006) : l'inspecteur Carolyn Barek (saison 5)
  - Urgences (2007) : Diana Moore (saison 13, épisodes 18 et 20)

- Laila Robins dans :
  - The Boys (depuis 2019) : Grace Mallory
  - Gen V (2023) : Grace Mallory (saison 1, épisode 7)

- Glenn Close dans :
  - La Femme qui habitait en face de la fille à la fenêtre (2022) : la femme du siège 2A (mini-série)
  - Téhéran (2022) : Marjan Montazeri (saison 2)

- Joanna Lumley dans :
  - Absolutely Fabulous (1992-2005) : Patsy Stone
  - Miss Marple (2010) : Dolly Bantry

Mais aussi :
- 1983-1986 : Falcon Crest : Terry Hartford Ranson Channing  (Laura Johnson) (2e voix)
- 1985-1994 : Nord et Sud : Madeline Fabray LaMotte Main (Lesley-Anne Down) (mini-série)
- 1986 : Arabesque : Paula Roman (Kathleen Lloyd)
- 1987-1990 : La Belle et la Bête : Catherine Chandler (Linda Hamilton)
- 1988 : Dallas : Connie Hall (Michelle Scarabelli)
- 1988-1990 : Un toit pour dix : Elizabeth Lubbock (Deborah Harmon) (2e voix)
- 1994 : Hartley, cœurs à vif : Stella Iannou (Peta Toppano)
- 1995-1997 : Murder One : Justine Appleton (Mary McCormack)
- 1995 : New York Police Blues : Angela Biaggi (Kathrine Narducci) et Dorothy Russell (Phyllis Somerville)
- 1995 : Orgueil et Préjugés : Charlotte Lucas (Lucy Scott) (mini-série)
- 1995 : JAG : l'ambassadrice Bartlett (Gail Strickland)
- 1996 : The Sentinel : le lieutenant Carolyn Plummer (Kelly Curtis)
- 1997 : Bugs : Kitty McHaig (Leslie Ash)
- 1997 : Friends : Joanna (Alison la Placa)
- 1998-1999 : Le Caméléon : Michelle Lucca Stamatis (Leigh Taylor-Young)
- 2000 : Destins croisés : Maureen Wilson (Brooke Johnson)
- 2000 : Dune : Jessica Atreides  (Saskia Reeves) (mini-série)
- 2001-2002 : Ally McBeal : Frances Shaw (Jacqueline Bisset)
- 2001 : New York, unité spéciale : Lorna Frankel (Anna Kathryn Holbrook) et Grace Mayberry (Margot Kidder)
- 2001 : Boston Public : Louanna Harper (Lynn Whitfield)
- 2001 : Dawson : Kay Liddell (Brenda Strong)
- 2001 : Le Protecteur : Rachel Shell (Justine Miceli)
- 2002-2004 : American Family : Vangie Gonzalez (Rachel Ticotin)
- 2002-2003 : MI-5 : Tessa Phillips (Jenny Agutter)
- 2002 : Boomtown : Ellen Little (Deborah May)
- 2002 : Sydney Fox, l'aventurière : Zanda Wilkes  (Joanne Vannicola)
- 2002 / 2012 : Les Experts : Isabelle Millander (Micole Mercurio) et Olivia Hodges (Jaclyn Smith)
- 2003-2004 : Malcolm : Susan, sœur de Lois (Bonita Friedericy)
- 2003-2005 : Le Monde de Joan : Helen Girardi (Mary Steenburgen)
- 2003 : Inspecteur Barnaby : Eileen Hamilton (Janet Maw)
- 2003 : New York, police judiciaire : Dr Deana Abrams (Rosalie Tenseth)
- 2004 : Missing : Disparus sans laisser de trace : Juge Kathryn Hahn (Julie Khaner)
- 2005 : Cold Case : Affaires classées : Tina Bream (Brigid Brannagh)
- 2005 : Deadwood : Maddie (Alice Krige)
- 2005 : Preuve à l'appui : Lorraine Heeley (Dee Wallace)
- 2006-2007 : Le Destin de Bruno : Carlotta Amendola (Kristina van Eyck)
- 2006-2007 : Big Day : Jane (Wendie Malick)
- 2006 : The L Word : Dr Farber (Kate Clinton)
- 2006 : Monk : la directrice de réunion [Qui ?] (épisode Monk et le mari trompé)
- 2006 : Ghost Whisperer : Diana (Markie Post)
- 2007 : Les Experts : Miami : Audrey Van Der Mere (Angie Milliken)
- 2007-2010 : Lost : Les Disparus : Eloise Hawking (Fionnula Flanagan) (8 épisodes)
- 2009 : Sissi : Naissance d'une impératrice : l'archiduchesse Sophie de Bavière (Martina Gedeck) (mini-série)
- 2010 : Desperate Housewives : Rose De Luca (Suzanne Costollos)
- 2011-2013 : Borgia : Adriana De Mila (Andrea Sawatzki)
- 2011 : True Blood : Marnie Stonebrook (Fiona Shaw)
- 2011 : Unforgettable : Tante Evie (Marilu Henner) (saison 1, épisode 9)
- 2012-2013 : Bunheads : Fanny Flowers (Kelly Bishop)
- 2014 : Blue Bloods : Betty Lowe (saison 4, épisode 17) (Karen Allen)
- 2017 : Gypsy : Nancy (Blythe Danner)
- 2018 : La Vérité sur l'affaire Harry Quebert : Tamara Quinn (Virginia Madsen) (mini-série)
- 2019 : Obsession : Angela (Lorraine Ashbourne)
- 2019-2020 : The Outpost : Getrusha (Glynis Barber) (7 épisodes)
- 2019-2023 : Good Omens : Dieu (Frances McDormand) (7 épisodes)
- 2021 : American Crime Story : Susan Carpenter-McMillan (en) (Judith Light) (saison 3)
- 2021-2022 : Destin : La Saga Winx : Rosalind (Lesley Sharp) (7 épisodes)
- 2021-2022 : Yellowstone : Caroline Warner (Jacki Weaver) (7 épisodes)
- 2022 : The Man Who Fell to Earth : la Sœur Mary Lou Prescott (Juliet Stevenson) (épisodes 4 et 8)
- 2022-2023 : Les Experts : Vegas : Dr Diane Auerbach (Kathleen Wilhoite) (saison 2)
- depuis 2022 : The Gilded Age : Caroline Schermerhorn Astor (Donna Murphy)
- 2023 : Silo : Ruth Jahns (Geraldine James)

#### Séries d'animation
- 1996 : Superman, l'Ange de Metropolis : Lara
- 1997-1998 : Les 101 Dalmatiens, la série : Perdita
- 1998 : Bob Morane : Sophie Paramount
- 2001-2002 : Agrippine : Poule
- 2001-2003 : La Légende de Tarzan : Kala
- 2006-2008 : Kuzco, un empereur à l'école : Chicha
- 2016 : Kung Fu Panda : L'Incroyable Légende : Pang Ping
- depuis 2022 : Kung Fu Panda : Le Chevalier Dragon : la grande prêtresse Yoajing
- 2023 : What If...? : Nova Prime / Irani Rael (saison 2, épisode 1)

### Jeux vidéo
- 1998 : Starcraft : Matriarche Vorazun
- 1999 : Tarzan : Kala
- 2007 : Harry Potter et l'Ordre du phénix : Sibylle Trelawney
- 2014 : Dragon Age Inquisition : mère Giselle
- 2014 : Assassin's Creed Unity : Une cartomancienne
- 2015 : Starcraft 2 : Matriarche Vorazun

### Documentaires
- 2006 : Intime Conviction : voix-off
- 2010 : Les derniers gorilles de montagne
- 2010 : Palawan, l’empire des perles : voix-off version française
- 2012 : 360° GEO: Roumanie, les derniers charbonniers : voix off
- 2014 : 360° GEO: Andalousie, la tradition de la transhumance de Svea Andersson, voix-off.
- 2019 : GEO Reportage - Le massage, une tradition thaïlandaise : voix off

## Distinctions
- 1999 : Nomination au Molière de la comédienne dans un second rôle pour Le Bel Air de Londres
- 2007 : Nomination au Molière de la comédienne dans un second rôle pour Dolores Claiborne